# Аманда Брюстер Севелл
Лідія Аманда Брюстер Севелл (англ. Lydia Amanda Brewster Sewell) (24 лютого 1859 — 15 листопада 1926) — американська художниця, авторка портретів та жанрових сцен. Навчалася у США та Парижі. Стала першою жінкою, що отримала головну нагороду Національної академії дизайну (1903), віце-президентом Жіночого арт-клубу Нью-Йорка (1906). Її роботи знаходяться у багатьох публічних зібраннях.

## Ранні роки
Лідія Аманда Брюстер народилася 24 лютого 1859 року в родині Бенджаміна Т. Брюстера та Джулії Енн Вошберн Брюстер у м. Норт Елба (Нью-Йорк). У 1876 році навчалася в Національній академії дизайну, пізніше у Купер Юніон та Лізі студентів-художників Нью-Йорка, де викладав Вільям Мерріт Чейз. Пізніше у Парижі відвідувала Академію Жуліана, де її педагогами були Тоні Робер-Флорі та Адольф Вільям Бугро. Також навчалася в ательє Каролюс-Дюрана. У 1886—1888 роках її роботи були представлені в Паризькому салоні.

## Шлюб
У 1888 році Аманда Брюстер вийшла заміж за художника та скульптора по дереву Роберта Вана Ворста Севелла. Подружжя оселилося у Флітвуд-хаусі в Ойстер-Бей на Лонг-Айленді (Нью-Йорк). Один із їхніх синів, Вільям Джойс Севелл, згодом одружився з Маріон Браун, дочкою художника Болтона Брауна.

## Творчість
Після завершення навчання у Парижі, Севелл відкрила студію у Нью-Йорку. Переважно писала портрети. Працювала також і як художник-декоратор.
У 1888 році Аманда Брюстер Севелл була нагороджена Національною академією дизайну Призом Нормана В. Доджа. Вона стала однією з чотирьох жінок-художників, роботи яких було представлено на Всесвітній «Колумбівській» виставці 1893 року. Фреска «Аркадія» для Залу Слави Жіночого Будинку була відзначена бронзовою медаллю.
Роботи Аманди Брюстер Севелл були відзначені медалями також на Панамериканській виставці (Баффало, Нью-Йорк; 1901), Чарльстонській виставці (Чарльстон, Південна Кароліна; 1902), Всесвітній виставці (Сент-Луїс, Міссурі; 1904). У 1904 році художниця була нагороджена Призом Томаса Б. Кларка за найкращу фігуративну композицію («Священні гекатомби») на виставці Національної академії дизайну в Нью-Йорку. На цій картині, яка була названа «значною» виданням «Індепендент», зображено танці давньогрецьких дів та дітей, що женуть жертовну худобу.
Автопортрет Севелл (1904) був відзначений дипломом Національної академії, також він був виставлений на виставці Національного мистецького клубу у 1916 році.
У 1906 року Севелл стала віце-президентом і членом відбіркового журі Жіночого арт-клубу Нью-Йорка.

## Смерть
Севелл померла у 1926 році у Флоренції. ЇЇ чоловік, Роберт Ван Ворст Севелл, помер теж у Флоренції у 1924 році.

## Галерея вибраних творів

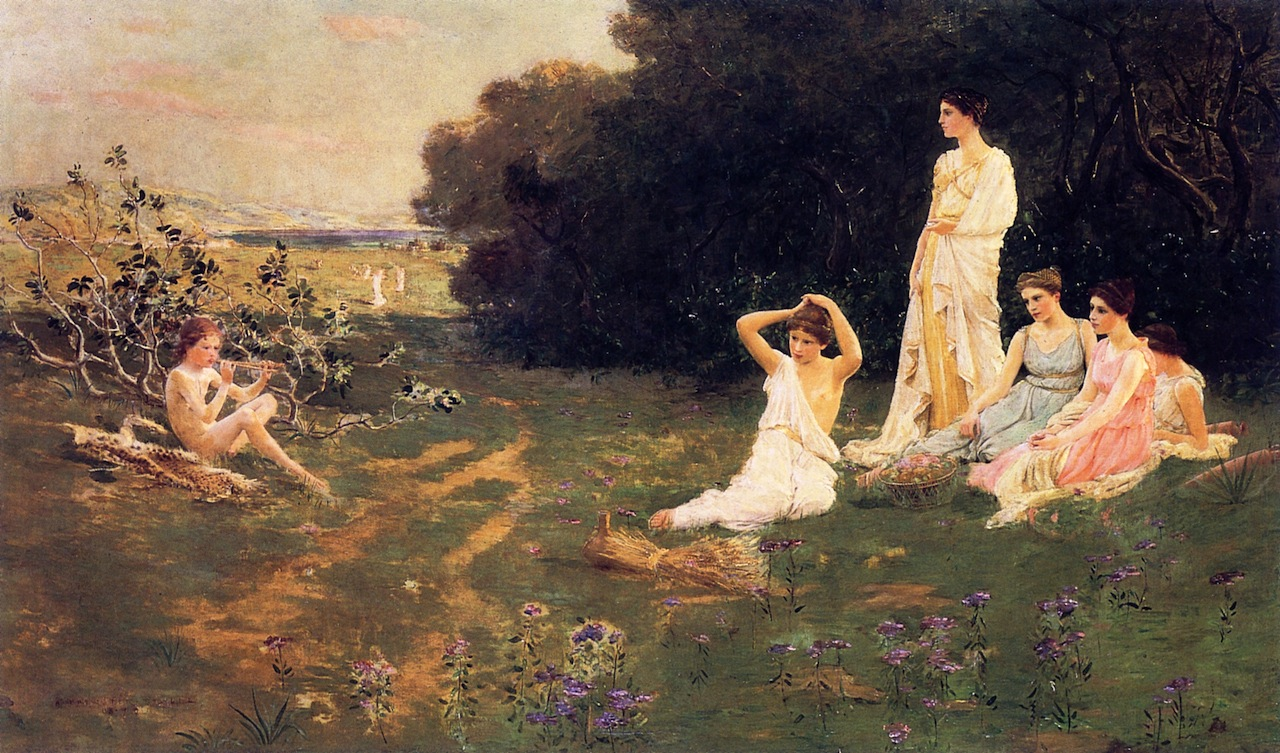
«Аркадська мелодія» (1890)
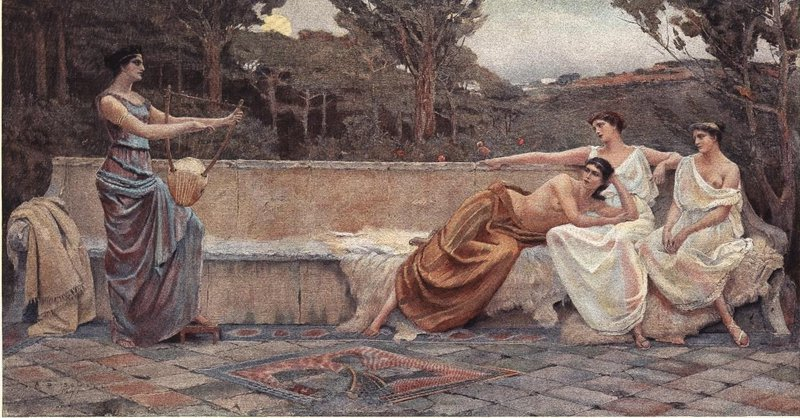
«Сапфо» (1891)